# Shahpura, Jaipur
Shahpura là một thành phố và khu đô thị của quận Jaipur thuộc bang Rajasthan, Ấn Độ.

## Địa lý
Shahpura có vị trí 25°38′B 74°56′Đ / 25,63°B 74,93°Đ Nó có độ cao trung bình là 364 mét (1194 feet).

## Nhân khẩu
Theo điều tra dân số năm 2001 của Ấn Độ, Shahpura có dân số 28.170 người. Phái nam chiếm 53% tổng số dân và phái nữ chiếm 47%. Shahpura có tỷ lệ 58% biết đọc biết viết, thấp hơn tỷ lệ trung bình toàn quốc là 59,5%: tỷ lệ cho phái nam là 71%, và tỷ lệ cho phái nữ là 43%. Tại Shahpura, 17% dân số nhỏ hơn 6 tuổi.